# Battarreoides
Battarreoides is een monotypisch geslacht van schimmels behorend tot de familie Agaricaceae. Het geslacht bevat alleen Battarreoides diguetii.